# Moravskoslezská fotbalová liga 1992/1993
V soubojích druhého ročníku Moravskoslezské fotbalové ligy 1992/93 se utkalo 16 týmů každý s každým dvoukolovým systémem podzim–jaro. Tento ročník začal v srpnu 1992 a skončil v červnu 1993.
Za vítězství v utkání získal tým 2 body, za remízu 1 bod. Vzhledem k restrukturalizaci fotbalových soutěží z důvodu rozdělení Československa a vzniku samostatné České republiky, postupovaly do II. ligy první tři celky. Čtvrtý se o účast pokoušel v baráži. Do Divize D sestoupil TJ ŽĎAS Žďár nad Sázavou.
Po podzimní části vedl TJ KS Brno s 22 body před Bohumínem s 21 bodem a Dolním Benešovem s 20 body. V jarní části si vedl nejlépe Frýdek-Místek, který se díky 11 výhrám, 3 remízám a jediné prohře posunul z  místa (19 bodů) na 1. místo se 44 body. Druhé místo vybojoval Bohumín se 42 body, třetí skončil LeRK Brno (přejmenovaná Královopolská) se 41 body. Tyto tři týmy postoupily do II. ligy v ročníku 1993/94.
O možnost hrát druhou nejvyšší soutěž se v baráži utkala také čtvrtá TJ Sigma Dolní Benešov, ve čtyřčlenné skupině s TJ Synthesia Pardubice, SK Poldi Kladno a SK Slavia Praha „B“ však z šesti utkání dokázala zvítězit pouze jednou a na postup tak nedosáhla (viz níže).

## Nové týmy v sezoně 1992/93
- Ze II. ligy 1991/92 nesestoupilo do MSFL žádné mužstvo.
- Z Divize D 1991/92 postoupilo vítězné mužstvo TJ Spartak Uherský Brod a z Divize E 1991/92 postoupilo vítězné mužstvo TJ Baník 1. máj Karviná.

## Nejlepší střelec
Nejlepším střelcem sezony se stal útočník Královopolské/FC LeRK Brno Jiří Pecha, který soupeřům nastřílel 18 branek. Frýdecko-místecký Roman Hruška byl druhý s patnácti góly.

## Konečná tabulka
| Poř. | Tým                                 | Z  | V  | R  | P  | VG | OG | B  |
| ---- | ----------------------------------- | -- | -- | -- | -- | -- | -- | -- |
| 1.   | FK VP Frýdek-Místek                 | 30 | 19 | 6  | 5  | 61 | 22 | 44 |
| 2.   | TJ ŽD Bohumín                       | 30 | 18 | 6  | 6  | 50 | 23 | 42 |
| 3.   | FC LeRK Brno                        | 30 | 17 | 7  | 6  | 56 | 24 | 41 |
| 4.   | TJ Sigma Dolní Benešov              | 30 | 16 | 9  | 5  | 54 | 32 | 41 |
| 5.   | FC Baník Ostrava „B“                | 30 | 16 | 6  | 8  | 61 | 34 | 38 |
| 6.   | SK Sigma MŽ Olomouc „B“             | 30 | 14 | 5  | 11 | 47 | 44 | 33 |
| 7.   | FC Slavoj Kovkor Bruntál            | 30 | 12 | 6  | 12 | 49 | 42 | 30 |
| 8.   | TJ Jiskra Staré Město               | 30 | 11 | 7  | 12 | 43 | 29 | 29 |
| 9.   | TJ Slovácká Slavia Uherské Hradiště | 30 | 10 | 8  | 12 | 48 | 55 | 28 |
| 10.  | TJ Baník ČSA Karviná                | 30 | 10 | 7  | 13 | 34 | 55 | 27 |
| 11.  | SK UNEX Uničov                      | 30 | 11 | 5  | 14 | 42 | 57 | 27 |
| 12.  | FC Spartak PSJ Jihlava              | 30 | 9  | 6  | 15 | 43 | 57 | 24 |
| 13.  | TJ Baník 1. máj Karviná (N)         | 30 | 6  | 10 | 14 | 26 | 52 | 22 |
| 14.  | TJ Sigma Hranice                    | 30 | 8  | 5  | 17 | 32 | 53 | 21 |
| 15.  | TJ Spartak Uherský Brod (N)         | 30 | 6  | 6  | 18 | 38 | 67 | 18 |
| 16.  | TJ ŽĎAS Žďár nad Sázavou            | 30 | 3  | 9  | 18 | 14 | 42 | 15 |

Poznámky:
- Z = Odehrané zápasy; V = Vítězství; R = Remízy; P = Prohry; VG = Vstřelené góly; OG = Obdržené góly; B = Body; (S) = Mužstvo sestoupivší z vyšší soutěže; (N) = Mužstvo postoupivší z nižší soutěže (nováček)
- O pořadí na 3. a 4. místě rozhodla bilance vzájemných zápasů: Brno – Dolní Benešov 4:2, Dolní Benešov – Brno 2:1
- O pořadí na 10. a 11. místě rozhodla bilance vzájemných zápasů: ČSA Karviná – Uničov 2:1, Uničov – ČSA Karviná 1:1

Zkratky:
- ČSA = Československá armáda; FC = Football club; FK = Fotbalový klub; KS = Královopolské strojírny; MŽ = Moravské železárny; PSJ = Pozemní stavby Jihlava; SK = Sportovní klub; TJ = Tělovýchovná jednota; UNEX = název sponzora klubu; VP = Válcovny plechu; ŽD = Železárny a drátovny; ŽĎAS = název sponzora klubu (Žďárské strojírny a slévárny);

|  | Postup do II. ligy 1993/94        |
|  | Baráž o účast ve II. lize 1993/94 |
|  | Sestup do Divize D 1993/94        |

## Výsledky
|                                     | FRM | BOH | KPS | DBE | OVA | OLO | BRU | STM | SLO | UNI | CSA | JIH | MAJ | HRA | UHB | ZNS |
| ----------------------------------- | --- | --- | --- | --- | --- | --- | --- | --- | --- | --- | --- | --- | --- | --- | --- | --- |
| FK VP Frýdek-Místek                 | —   | 1:0 | 0:0 | 2:0 | 1:3 | 1:1 | 3:0 | 1:0 | 4:2 | 2:0 | 3:1 | 4:0 | 4:0 | 3:1 | 6:0 | 3:0 |
| TJ ŽD Bohumín                       | 1:3 | —   | 2:0 | 1:0 | 2:1 | 0:0 | 2:0 | 2:0 | 3:0 | 3:1 | 5:2 | 3:0 | 0:0 | 4:2 | 0:0 | 2:2 |
| TJ KS Brno                          | 0:1 | 0:0 | —   | 4:2 | 3:1 | 2:0 | 1:1 | 1:2 | 3:2 | 2:0 | 6:1 | 3:0 | 2:1 | 2:1 | 4:0 | 1:1 |
| TJ Sigma Dolní Benešov              | 2:1 | 3:2 | 2:1 | —   | 0:2 | 1:2 | 3:1 | 2:2 | 3:1 | 2:0 | 1:1 | 6:3 | 4:0 | 1:1 | 4:0 | 1:1 |
| FC Baník Ostrava „B“                | 1:1 | 1:1 | 2:1 | 1:1 | —   | 1:0 | 1:2 | 4:1 | 3:0 | 1:1 | 1:0 | 3:0 | 3:0 | 7:1 | 5:1 | 3:1 |
| SK Sigma MŽ Olomouc „B“             | 0:4 | 0:1 | 0:1 | 0:0 | 0:4 | —   | 2:0 | 6:4 | 1:3 | 5:1 | 4:1 | 1:2 | 0:0 | 1:0 | 5:4 | 1:0 |
| FC Slavoj Kovkor Bruntál            | 3:1 | 1:2 | 0:3 | 1:2 | 4:0 | 4:0 | —   | 0:2 | 2:2 | 1:1 | 2:0 | 2:1 | 2:0 | 5:0 | 0:2 | 5:0 |
| TJ Jiskra Staré Město               | 0:0 | 1:2 | 0:0 | 1:2 | 1:1 | 0:1 | 1:1 | —   | 3:1 | 3:0 | 4:0 | 1:0 | 2:2 | 1:0 | 3:1 | 1:0 |
| TJ Slovácká Slavia Uherské Hradiště | 2:2 | 0:2 | 1:0 | 0:3 | 1:0 | 1:4 | 3:2 | 1:1 | —   | 2:2 | 2:2 | 6:0 | 3:2 | 2:0 | 2:1 | 0:0 |
| SK UNEX Uničov                      | 0:1 | 2:1 | 1:1 | 0:2 | 1:6 | 1:2 | 2:1 | 1:0 | 1:0 | —   | 1:1 | 1:2 | 5:2 | 3:2 | 3:1 | 1:0 |
| TJ Baník ČSA Karviná                | 1:0 | 0:3 | 1:1 | 1:2 | 1:0 | 0:4 | 1:3 | 1:0 | 1:0 | 2:1 | —   | 0:0 | 0:0 | 2:0 | 3:1 | 3:1 |
| FC Spartak PSJ Jihlava              | 3:3 | 0:1 | 1:2 | 0:1 | 4:0 | 1:1 | 4:0 | 3:2 | 3:3 | 4:5 | 1:2 | —   | 3:0 | 3:0 | 0:0 | 1:0 |
| TJ Baník 1. máj Karviná             | 0:2 | 2:1 | 0:3 | 1:1 | 2:1 | 2:1 | 0:1 | 3:1 | 1:3 | 3:1 | 1:1 | 1:1 | —   | 0:2 | 1:1 | 1:0 |
| TJ Sigma Hranice                    | 0:2 | 1:0 | 1:3 | 1:1 | 2:3 | 1:2 | 1:1 | 3:2 | 0:1 | 0:2 | 2:1 | 4:0 | 0:0 | —   | 3:0 | 0:0 |
| TJ Spartak Uherský Brod             | 0:2 | 0:2 | 0:4 | 0:1 | 1:2 | 4:2 | 2:2 | 0:2 | 6:4 | 4:2 | 6:0 | 1:3 | 1:1 | 0:1 | —   | 0:0 |
| TJ ŽĎAS Žďár nad Sázavou            | 1:0 | 0:2 | 0:2 | 1:1 | 0:0 | 0:1 | 0:2 | 0:2 | 0:0 | 1:2 | 0:4 | 1:0 | 3:0 | 1:2 | 0:1 | —   |

## Baráž o účast ve 2. lize 1993/94
Baráže se účastnila poslední dvě mužstva druholigového ročníku 1992/93 – patnáctá TJ Synthesia Pardubice a poslední SK Poldi Kladno. Dalšími účastníky byla třetiligová mužstva ze 4. míst – TJ Sigma Dolní Benešov (viz výše) a SK Slavia Praha „B“ (viz ČFL 1992/93). Barážová utkání se hrála ve druhé polovině června, pardubičtí a kladenští si uchovali druholigovou příslušnost.
| Poř. | Tým                    | Z | V | R | P | VG | OG | B |
| ---- | ---------------------- | - | - | - | - | -- | -- | - |
| 1.   | TJ Synthesia Pardubice | 6 | 3 | 2 | 1 | 13 | 8  | 8 |
| 2.   | SK Poldi Kladno        | 6 | 2 | 3 | 1 | 9  | 7  | 7 |
| 3.   | SK Slavia Praha „B“    | 6 | 2 | 2 | 2 | 10 | 14 | 6 |
| 4.   | TJ Sigma Dolní Benešov | 6 | 1 | 1 | 4 | 9  | 12 | 3 |

### Výsledky baráže o účast ve 2. lize 1993/94
|                        | PCE | KLA | SLB | DBE |
| ---------------------- | --- | --- | --- | --- |
| TJ Synthesia Pardubice | —   | 1:1 | 6:1 | 2:1 |
| SK Poldi Kladno        | 1:1 | —   | 2:3 | 2:1 |
| SK Slavia Praha „B“    | 3:1 | 0:0 | —   | 2:2 |
| TJ Sigma Dolní Benešov | 1:2 | 1:3 | 3:1 | —   |